# Arcambaldo IX de Bourbon
Arcambaldo IX de Bourbon, chamado de o Jovem (em francês:  Archambaud IX de Bourbon, le Jeune; 1212 - Chipre, 22 de janeiro de 1249), foi um nobre francês, Senhor de Bourbon, de Dampierre, de Saint-Just e de Saint-Dizier.

## Biografia
Arcambaldo pertencia à Casa de Dampierre (originária da Champagne) que, por casamento, herdara o senhorio de Bourbon, Era filho do segundo casamento de Arcambaldo VIII, Senhor de Bourbon, chamado o Grande (v. 1197-1242) com Beatriz de Montluçon.
Em 1248, acompanha o rei Luís IX de França ao Egipto durante a Sétima Cruzada). A frota fez escala em Chipre onde se declara uma epidemia, que fez numerosas vítimas nos cruzados, entre os quais Arcambaldo IX de Bourbon, que vem a morrer a 22 de janeiro de 1249, com 44 anos.

## Casamento e Descendência
Arcambaldo casou com Iolanda de Châtillon-Nevers (v. 1215-1254). Deste caamento nasceram duas filhas:
- Matilde II (Mathilde ou Mahaut), condessa de Nevers, de Auxerre e de Tonnerre. Casa com Eudo de Borgonha, filho de Hugo IV, Duque da Borgonha;
- Inês (Agnès) (1237-1287), Senhora Bourbon. Casa com João de Borgonha, irmão de Eudo. A filha, Beatriz de Borgonha casa, em 1272, com Roberto de França, conde de Clermont (1256-1317), filho de Luís IX de França, e antepassado da Casa capetina de Bourbon, sendo antepassado agnático dos reis de França Henrique IV e Luís XIV.